# Shortbread

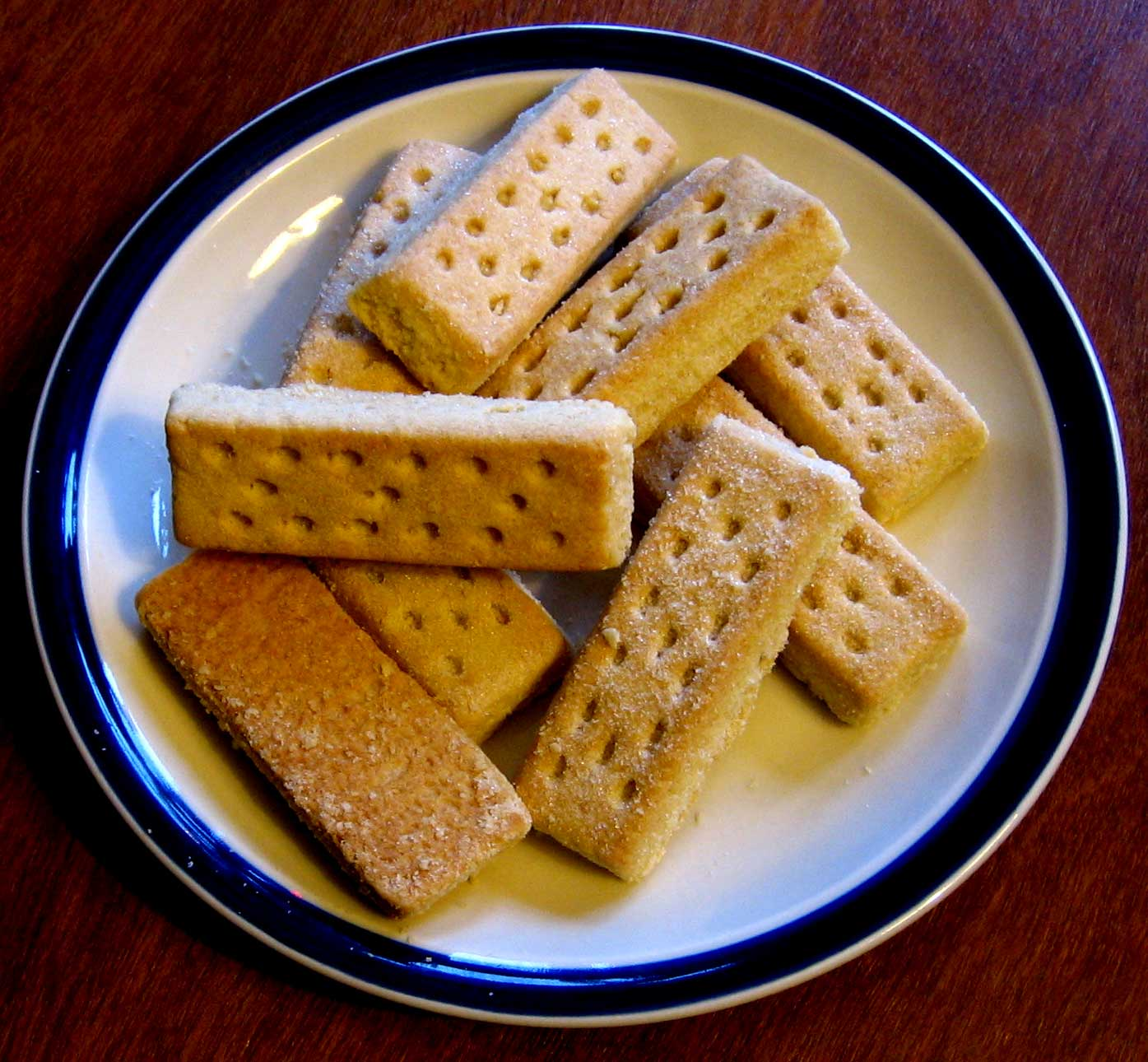
Shortbread „Fingers“

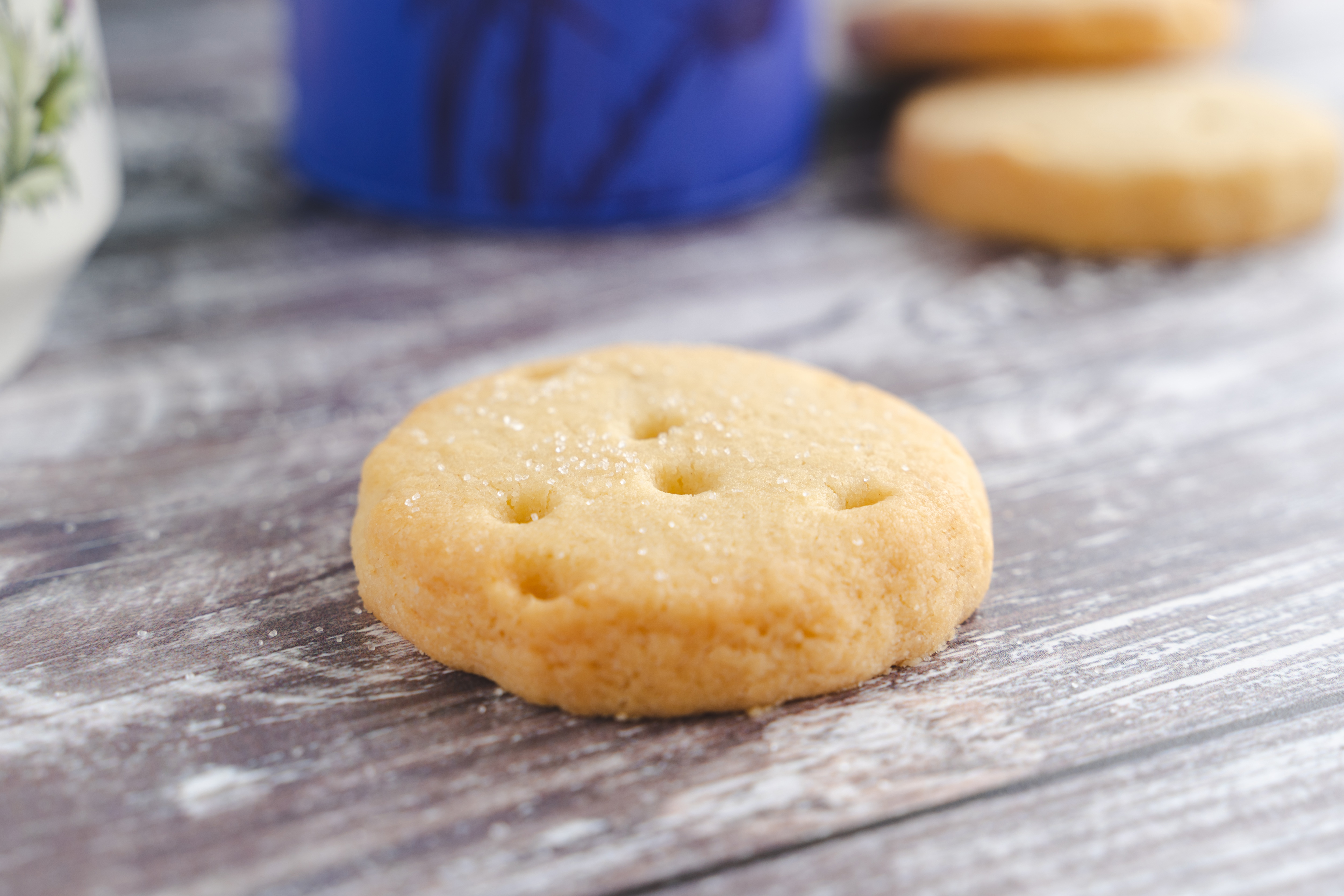
Shortbread „Rounds“

Shortbread (von engl. short dough „Mürbeteig“, also etwa „mürbes Brot“) ist ein schottisches süßes Mürbeteiggebäck. Das klassische Rezept besteht aus einem Teil Zucker, zwei Teilen Butter und drei Teilen Mehl (Gewichtsteile).
Shortbread wird üblicherweise in drei verschiedenen Formen gebacken: Die verbreitetste Form sind die quaderförmigen, fingerlangen „Shortbread Fingers“. Die anderen sind knapp einen Zentimeter dicke „Shortbread Rounds“ von rund fünf Zentimetern Durchmesser. Bei einer anderen Form werden aus Scheiben von etwa 15 bis 20 Zentimetern Durchmesser vorgestanzte Kreissegmente, so genannte „Petticoat Tails“, herausgebrochen.
Im Vereinigten Königreich, besonders in Schottland, gehört Shortbread zu den beliebtesten Gebäckarten, die besonders gerne zur klassischen „Tea Time“ gereicht werden.